# Эмо (музыкальный стиль)
Э́мо (англ. emo, сокращение от «эмоциональный») — музыкальный жанр, характеризующийся эмоциональной, часто исповедальной лирикой. Он появился как поджанр хардкор-панка и постхардкора на хардкор-сцене Вашингтона в середине 1980-х годов, где он был известен как эмоциональный хардкор (англ. emotional hardcore) или эмокор (англ. emocore). Группы Rites of Spring и Embrace, среди прочих, были первопроходцами жанра. В начале-середине 1990-х годов эмо было принято и переосмыслено альт-рок, инди-рок, панк-рок и поп-панк-группами, включая Sunny Day Real Estate, Jawbreaker, Cap’n Jazz и Jimmy Eat World. К середине 1990-х годов появился мидвест-эмо с такими группами, как Braid, the Promise Ring и the Get Up Kids, и несколько инди-лейблов начали специализироваться на этом жанре. Между тем, также появился скримо, более агрессивный поджанр эмо, использующий экспрессивный, надрывный вокал, переходящий в крик (скриминг), первопроходцами которого стали группы из Сан-Диего Heroin и Antioch Arrow. Скримо добились массового успеха в 2000-х годах с такими группами, как Hawthorne Heights, Silverstein, Story of the Year, Thursday, the Used и Underoath.
Несмотря на существование одноимённой субкультуры, которую некоторые исследователи связывают с жанром, эмо как музыкальный жанр имеет с ней мало общего благодаря длительной и независимой истории развития, а также ряд генетически-связанных жанров, таких как мидвест-эмо, матрок, инди и т.д., имеющих свою собственную субкультуру, не связанную с эмо.
Эмо и его поджанр эмо-поп вошли в мейнстрим в начале 2000-х годов с успехом Jimmy Eat World и Dashboard Confessional, и многие артисты подписали контракты с крупными звукозаписывающими лейблами. Такие группы, как My Chemical Romance, AFI, Fall Out Boy и The Red Jumpsuit Apparatus, продолжали поддерживать популярность жанра в течение оставшейся части десятилетия. К началу 2010-х годов популярность эмо пошла на спад, некоторые эмо-группы изменили своё звучание, а другие распались. Тем временем, однако, возникло в основном андеграундное движение эмо-ривайвл с такими группами, как The World Is a Beautiful Place & I Am No Longer Afraid to Die и Modern Baseball, некоторые из которых опирались на звучание и эстетику эмо 1990-х годов. В конце 2010-х годов эмо-рэп стал мейнстримом, его наиболее известными исполнителями были Lil Peep, XXXTentacion и Juice WRLD.

## История

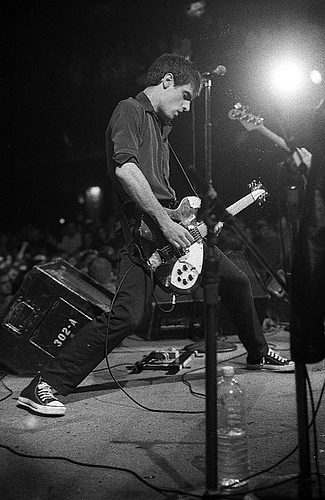
Ги Пиччотто был лидером группы Rites of Spring, которую называют основателями жанра эмо.

### Истоки: 1980-е
Эмо появился на сцене хардкор-панка, как реакция на рост насилия и как экспансия взглядов Иэна Маккея из группы Minor Threat, который смещает фокус внимания от общества обратно к человеку. Фанат Minor Threat Ги Пиччотто формирует группу Rites of Spring в 1984 году, в которой ломает привычные рамки хардкора в пользу мелодичных гитар, разнообразных ритмов и очень личной, страстной лирики. Многие темы группы стали позднее излюбленными у эмо-музыкантов, включая ностальгию, романтичную горечь и поэтическое отчаяние. Выступления группы стали эмоциональными действиями, где члены аудитории иногда плакали. Маккей стал большим поклонником Rites of Spring и вскоре сформировал новую группу Embrace, в которой исследовал подобные эмоциональные темы. Лето 1985 года стало известным как «революционное лето», именно тогда на сцене вашингтонского хардкор-панка поднялась новая волна групп, стремившихся сломать все жёсткие ограничения в хардкоре. Группы Gray Matter, Beefeater, Fire Party, Dag Nasty, Soulside и Kingface примкнули к этому движению.
Эмо-сцена Вашингтона просуществовала лишь несколько лет. К 1986 году большинство главных групп движения — включая Rites of Spring, Embrace, Gray Matter и Beefeater — распались. Маккей и Пиччотто сформировали весьма влиятельную группу Fugazi, которую, несмотря на то, что иногда связывают с термином «эмо», обычно не признают эмо-группой.

### Переизобретение и развитие: 1990-е
Вслед за успехом альбома Nevermind (1991) группы Nirvana андеграундная музыка в Соединённых Штатах превратилась в один большой бизнес. Появились новые дистрибьюторские сети, а различные инди-группы получили доступ к национальному уровню. Подростки по всей стране объявили себя поклонниками независимой музыки, и быть панком стало модной тенденцией. В этом новом музыкальном климате эстетика эмо расширилась в сторону мейнстрима. Главными группами обновлённого эмо в 1990-х стали Jawbreaker и Sunny Day Real Estate.
К середине 1990-х годов многочисленные эмо-группы появились на Среднем Западе и центральной части США: Braid, Christie Front Drive, Mineral, Jimmy Eat World, The Get Up Kids, The Promise Ring. На восточном побережье появились недолго просуществовавшая Texas Is the Reason и Lifetime. Альбом Hello Bastards (1995) группы Lifetime был продан десятками тысяч копий, а сама группа вдохновила ряд более поздних  групп из Нью-Джерси и Лонг-Айленда, среди них Brand New, Glassjaw, Midtown, The Movielife, My Chemical Romance, Saves the Day, Senses Fail, Taking Back Sunday и Thursday.
К концу 1990-х эмо-сцена продолжала развиваться. Лейбл Deep Elm Records приступил к изданию серии компиляций под названием The Emo Diaries, которая включала в большинстве своём малоизвестных исполнителей, а также такие группы, как Jimmy Eat World, Further Seems Forever, Samiam и The Movielife. На лейбле Drive-Thru Records издавались Midtown, The Starting Line, The Movielife, Something Corporate и наиболее успешная в ряду New Found Glory. На лейбле Vagrant Records издавались The Anniversary, Reggie and the Full Effect, The New Amsterdams, Alkaline Trio, Saves the Day, Dashboard Confessional, Hey Mercedes, Hot Rod Circuit и прочие.

### Популярность: 2000-е
В начале 2000-х годов «эмо» стало популярным культурным явлением, выражающемся в субкультуре, моде на одежду и образе жизни, находясь под влиянием инди-культуры. Возникла популярная, но довольно противоречивая субкультура эмо.
Из-за широкого успеха групп The Get Up Kids, Jimmy Eat World, The Promise Ring и Dashboard Confessional, многие пуристы эмо-музыки не принимали последних, часто называя их «мол-эмо» (англ. mall emo — продажное эмо). Позже успех среди широких масс получили также Saves the Day, Taking Back Sunday и более мрачная и агрессивная Thursday.
Помимо этого поджанр скримо приобретает популярность. Четыре группы Hawthorne Heights, Story of the Year, Underoath и Alexisonfire, имевшие ротацию на MTV, были отмечены за популяризацию скримо, хотя все они впоследствии сменили свой стиль. К другим американским скримо-группам относятся Comadre, Off Minor, A Mola Mola, Men As Trees, Senses Fail и Vendetta Red. Скримо-сцена популярна также в Европе: Funeral For a Friend, Amanda Woodward, Louise Cyphre и Le Pré Où Je Suis Mort.

### Снижение популярности и эмо-ривайвл: 2010-е
К концу 2000-х годов популярность эмо начинает снижаться. Некоторые группы отходят от своих эмо-истоков, другие распадаются. К примеру, группа My Chemical Romance в альбоме Danger Days: The True Lives of the Fabulous Killjoys движется от эмо к традиционному поп-панку. Кроме того, Paramore и Fall Out Boy также отходят от эмо в течение 2013 года (альбомы Paramore и Save Rock and Roll соответственно). Panic! At The Disco в альбоме Too Weird to Live, Too Rare to Die! склонились в сторону синтипопа. В настоящее время многие эмо/скримо-группы распались, как, например, My Chemical Romance, Alexisonfire и Thursday.
«Эмо-ривайвл» (англ. emo revival — возрождение эмо) представляет собой андеграундное движение 2010-х, вдохновлённое звуком и эстетикой эмо 1990-х и начала 2000-х. К данному движению относят группы The World Is a Beautiful Place & I Am No Longer Afraid to Die, A Great Big Pile of Leaves, Pianos Become the Teeth, Empire! Empire! (I Was a Lonely Estate), Touché Amoré и Into It. Over It.
Некоторые современные эмо-группы подвержены большому влиянию хардкор-панка, как, например, Pine, Title Fight, Such Gold и Small Brown Bike.